# Laurenzio Laurenzi
Laurenzio Laurenzi (Assisi, 3 gennaio 1878 – Roma, 20 dicembre 1946) è stato un pittore e incisore italiano.

## Biografia
Pittore e incisore, Laurenzio Laurenzi si formò all'Istituto di Belle Arti di Roma e si perfezionò, da vero autodidatta, osservando le pitture dei maestri del Trecento. A Perugia espose nel 1897 vedute di Assisi e paesaggi umbri; alla mostra del gruppo "In arte libertas", del 1902,  presentò il dipinto "Interno di San Francesco ad Assisi", visione preziosa e carica di ombre e di penombre; alla mostra degli Amatori e Cultori di Roma, del 1903, presentò "Chiostro" e una veduta dell'Eremo di Santa Maria delle Carceri. Fu presente alla mostra degli Acquerellisti, del 1904, con una diversa versione dell'interno della Basilica di San Francesco. Fece parte dei XXV della campagna romana, un sodalizio che raccoglieva artisti differenti per tecnica e per età. Partecipò a mostre della Secessione Romana. Alternava la pittura all'incisione all'acquaforte.

### I viaggi
Abitava a Roma, ma viaggiava spesso, per trarre nuovi spunti. Eseguì incisioni con vedute di Venezia, di Brindisi, di Amalfi, di Palermo. Si recò a Parigi, a Sofia e a Londra. Nei suoi viaggi cercava di assorbire, in modo del tutto personale, tecniche e stili anche molto diversi: divisionismo, sincretismo, impressionismo.
In occasione del Bimillenario di Augusto ebbe l'incarico ufficiale di realizzare una serie di 80 incisioni all'acquaforte che riproducevano monumenti dell'età imperiale, esistenti in vari Paesi del Mediterraneo. Per portare a termine questo progetto viaggiò per tre anni, visitando Grecia, Turchia, Tunisia, Libia e varie città italiane. Personale al Circolo Artistico di Palermo, nel 1930.
Si recò anche in Eritrea e in Somalia, per incidere lastre di rame con soggetti locali. Le acqueforti furono esposte in una personale, a Roma, sotto gli auspici del Ministero delle Colonie. Sue incisioni sono state proposte su cartolina. Ha disegnato francobolli. Fu socio dell'Accademia di Perugia e dell'Accademia dei Virtuosi al Pantheon.

### Opere in musei
- "Convento di Assisi", 1926 è alla Quadreria del Quirinale.